# Erannis uniformata
Erannis uniformata är en fjärilsart som beskrevs av Barend J. Lempke 1952. Erannis uniformata ingår i släktet Erannis och familjen mätare. Inga underarter finns listade i Catalogue of Life.